# Estado de sitio (película)
Estado de sitio es una película franco-italiana de 1972, del género thriller político, dirigida por Costa-Gavras. Protagonizada por Yves Montand, Renato Salvatori, Enrique Heine, O.E. Hasse y Jacques Weber en los papeles principales.
Ganadora del Premio Louis Delluc 1972 (Costa-Gavras). Ganadora del premio Naciones Unidas otorgado por los premios BAFTA 1974. Nominada al premio Globo de Oro a la mejor película en lengua no inglesa 1974.

## Sinopsis
En Uruguay, en el año 1970, un funcionario ligado a la CIA perteneciente a una agencia gubernamental estadounidense orientada al entrenamiento de fuerzas policiales extranjeras, Daniel Anthony Mitrione (Yves Montand), es secuestrado por la guerrilla urbana uruguaya. Luego de interrogarlo, se condiciona su libertad ante el gobierno, a cambio de la liberación de 150 guerrilleros encarcelados. Esta situación desencadena una crisis política

## Comentarios
La película explora las consecuencias (a menudo brutales) de la lucha entre el gobierno de Uruguay, apoyado por el gobierno de Estados Unidos, y la guerrilla izquierdista Movimiento de Liberación Nacional-Tupamaros, y expone las acciones de la intervención política estadounidense en América Latina, apoyando los golpes de Estado y las dictaduras militares, y su papel central en la violación de los derechos humanos.

## Antecedentes reales
De 1960 a 1967, Dan Mitrione un agente de la FBI, incorporado a la Office of Public Safety (OPS), fundada en 1957, dependiente de la Agencia para el Desarrollo Internacional (AID), relacionada con la Agencia Central de Inteligencia (CIA), y especializada en métodos de contrainsurgencia, trabajó con la policía brasileña, en un momento en el que los opositores políticos eran sistemáticamente torturados, encarcelados y asesinados sin juicio, como efecto del golpe de Estado en Brasil en 1964. Mitrione también había colaborado en la formación de agentes de policía extranjeros, en el contexto de la Guerra Fría.
Mitrione regresó a los Estados Unidos en 1967 para compartir sus experiencias y conocimientos en Washington D. C.. En 1969, fue transferido a Uruguay, otra vez como funcionario de la AID, para supervisar la acción de la Office of Public Safety (OPS) en ese país. La OPS había apoyado a la policía local desde 1965, proveyéndolos de armamento y entrenamiento. Se afirma que la tortura se practicaba en Uruguay ya desde comienzos de la década de 1960.
En este período, el gobierno uruguayo estaba encabezado por el conservador Jorge Pacheco Areco, del Partido Colorado. Frente a una profunda crisis económica y social, formó un gobierno integrado directamente por figuras prominentes de la banca, los terratenientes, la industria y el comercio y aplicó una política de congelación de salarios y represión de los movimientos de oposición. Se prohibieron partidos políticos y se clausuraron periódicos, y se mantuvo casi permanente un régimen de excepción (las "medidas prontas de seguridad") en condiciones claramente inconstitucionales. Las protestas y huelgas se sumaron a la acción de la guerrilla izquierdista Movimiento de Liberación Nacional-Tupamaros. Por otra parte, el gobierno de Estados Unidos temía una posible victoria en las próximas elecciones en 1971, del Frente Amplio, una coalición de izquierda creada siguiendo el ejemplo del modelo del gobierno de la Unidad Popular en Chile, presidido por Salvador Allende, desde 1970.
Como el uso de la tortura aumentó las tensiones en Uruguay, Mitrione fue secuestrado el 31 de julio de 1970. Se procedió a interrogarlo acerca de su pasado y de la intervención ilegal del gobierno de Estados Unidos en asuntos latinoamericanos. Además, se exigió la liberación de 150 presos políticos. El gobierno uruguayo, con el apoyo Estados Unidos, se negó, y posteriormente Mitrione fue encontrado muerto en un coche, ejecutado por un comando tupamaro, con dos disparos en la cabeza y sin señales de maltrato (de hecho, durante el secuestro, Mitrione había recibido un disparo en un hombro y después había sido curado en la Cárcel del Pueblo, por "personal de la prisión").
Mitrione estaba casado y tenía 9 hijos. Su funeral fue ampliamente difundido por los medios de comunicación de Estados Unidos, y a él asistieron, entre otros, David Eisenhower (nieto del presidente Eisenhower) y William Rogers, Secretario de Estado de Richard Nixon. Por su parte Frank Sinatra y Jerry Lewis celebraron un concierto benéfico para su familia, en Richmond, Indiana. Uno de sus hijos, Dan Mitrione Jr., también se incorporó al FBI y más tarde se involucró en un escándalo de sobornos en una investigación por tráfico de drogas del FBI. Hoy, aunque recordado por algunos estadounidenses, Dan Mitrione sigue siendo un personaje controvertido de la Guerra Fría.

## Estreno

### Oficiales
| País                          | Fecha                   |
| ----------------------------- | ----------------------- |
| Alemania Occidental           | 30 de diciembre de 1972 |
| Australia                     |                         |
| República Democrática Alemana |                         |
| Finlandia                     |                         |
| Suecia                        |                         |
| Francia                       |                         |
| Grecia                        |                         |

## Lugares de filmación
- Valparaíso, Chile
- Santiago de Chile, Chile
- Viña del Mar, Chile

## Banda sonora
Para la composición de la banda sonora, Mikis Theodorakis utilizó parcialmente el material melódico que más tarde apareció en su oratorio Canto General. La música fue interpretada por el grupo argentino Los Calchakis, interpretando instrumentos tradicionales andinos. La música fue grabada en un disco long play titulado Etat de siege por los mismos Calchakis.